# Eugeniusz Podrucki

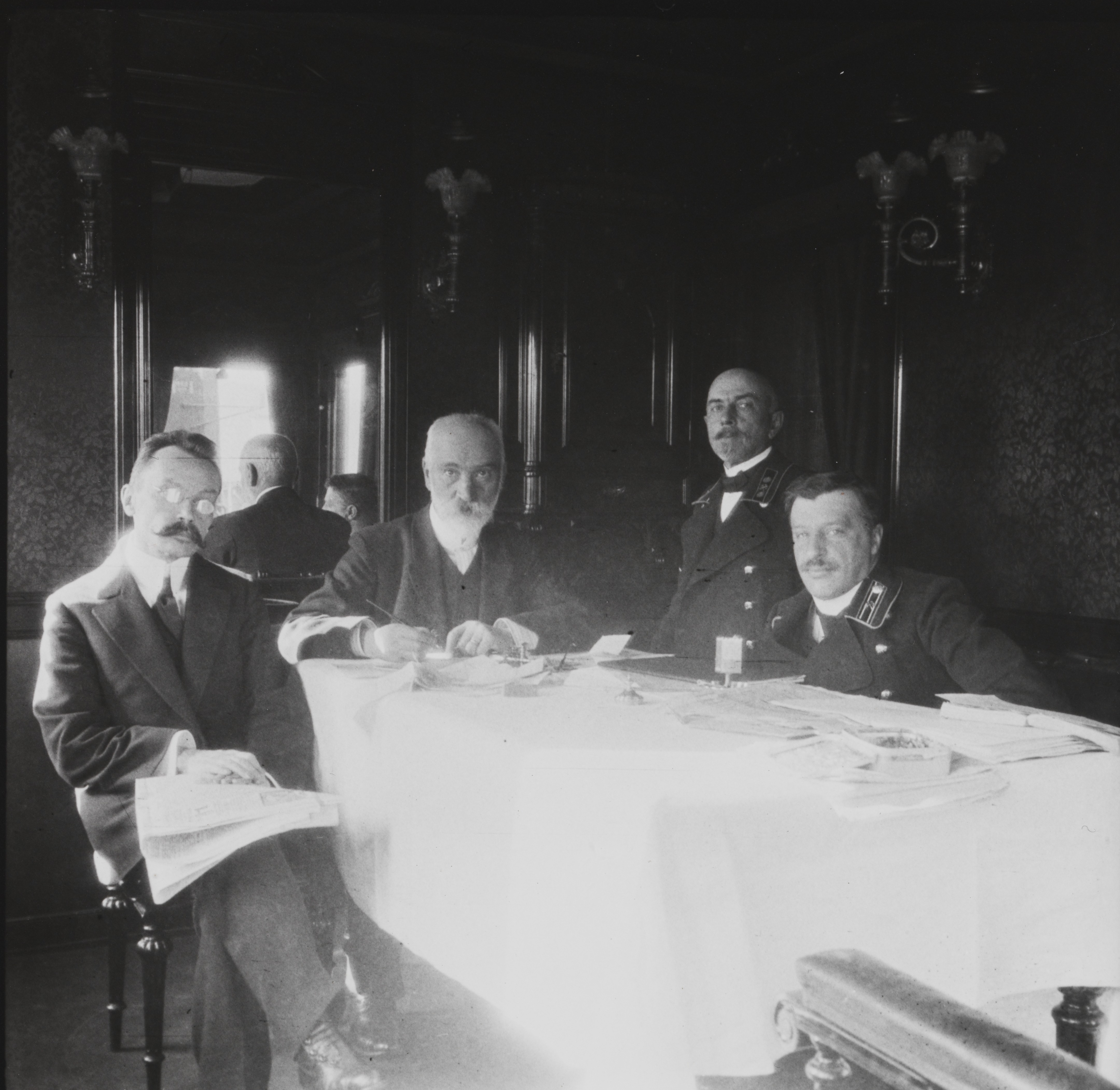
E. Wourzel (w środku) oraz E. Podrucki (drugi od prawej) i B. Seest (pierwszy od prawej) podczas wizyty F. Nansena, 1913 r.

Eugeniusz Podrucki (ur. w 1859, zm. ?) – polski inżynier kolejnictwa, budowniczy trasy amurskiej kolei transsyberyjskiej.

## Życiorys
Urodził się w 1859 r. Był synem Juliana Podruckiego i ojcem Igora. 
Absolwent petersburskiego Instytutu Inżynierów Komunikacji. Specjalizował się w budowie dróg kolejowych. 
W latach 1885–1890 współpracował z Mikołajem Garin-Michajłowskim przy budowie linii kolejowej w Baszkirii z Ufy do Złatoustu (część linia z Samary do Czelabińska).

### Na budowie kolei transsyberyjskiej
Po klęsce Rosji w wojnie z Japonią, powrócono do planów budowy kolei zabajkalskiej nad Amurem, zwanej Koleją Amurską. W 1906 r. rozpoczęto prace geodezyjne. E. Podrucki nadzorował prace na odcinku z Amazaru do Chabarowska. Przyjęto zasadę budowy linii nie dalej niż 130 oraz nie bliżej niż 15 km od rzeki Amur.
Budowę Kolei Amurskiej znad rzeki Kuenga do Chabarowska, podzielono na trzy odcinki. E. Podrucki nadzorował budowę odcinka zachodniego. Siedziba dyrekcji budowy znajdowała się w Nerczyńsku. Układanie torów rozpoczęto w 1911 r. Trasę oddano do użytku w 1913 r. Budżet w związku z trudnym terenem i innymi przeszkodami przekroczono o ok. 1 mln rubli. Ministerstwo Kolei po analizie dokumentacji zatwierdziło zasadność wydatków i dołożyło środków.

### Spotkanie z F. Nansenem
Latem 1913 roku Fridtjof Nansen, norweski badacz i międzynarodowy działacz społeczny, udał się nad Morze Karskie na zaproszenie Jonasa Lieda w ramach delegacji badającej możliwy szlak handlowy między Europą Zachodnią a wnętrzem Syberii. Następnie grupa popłynęła parowcem w górę rzeki Jenisej do Krasnojarska i udała się koleją transsyberyjską do Władywostoku, po czym zawróciła do domu.
Wyprawę opisał w wydanej w 1914 r. w Londynie publikacji pt. Through Siberia the Land of the Future. Wspomniał w tej książce także o spotkaniu 18 X 1913 r. z Eugeniuszem Podruckim. W książce znalazło się także wspólne zdjęcie M. Wourtzla (uczestnika wyprawy) oraz nadzorujących budowę kolei inżynierów E. Podruckiego i B. Seestem.

### Nobilitacja

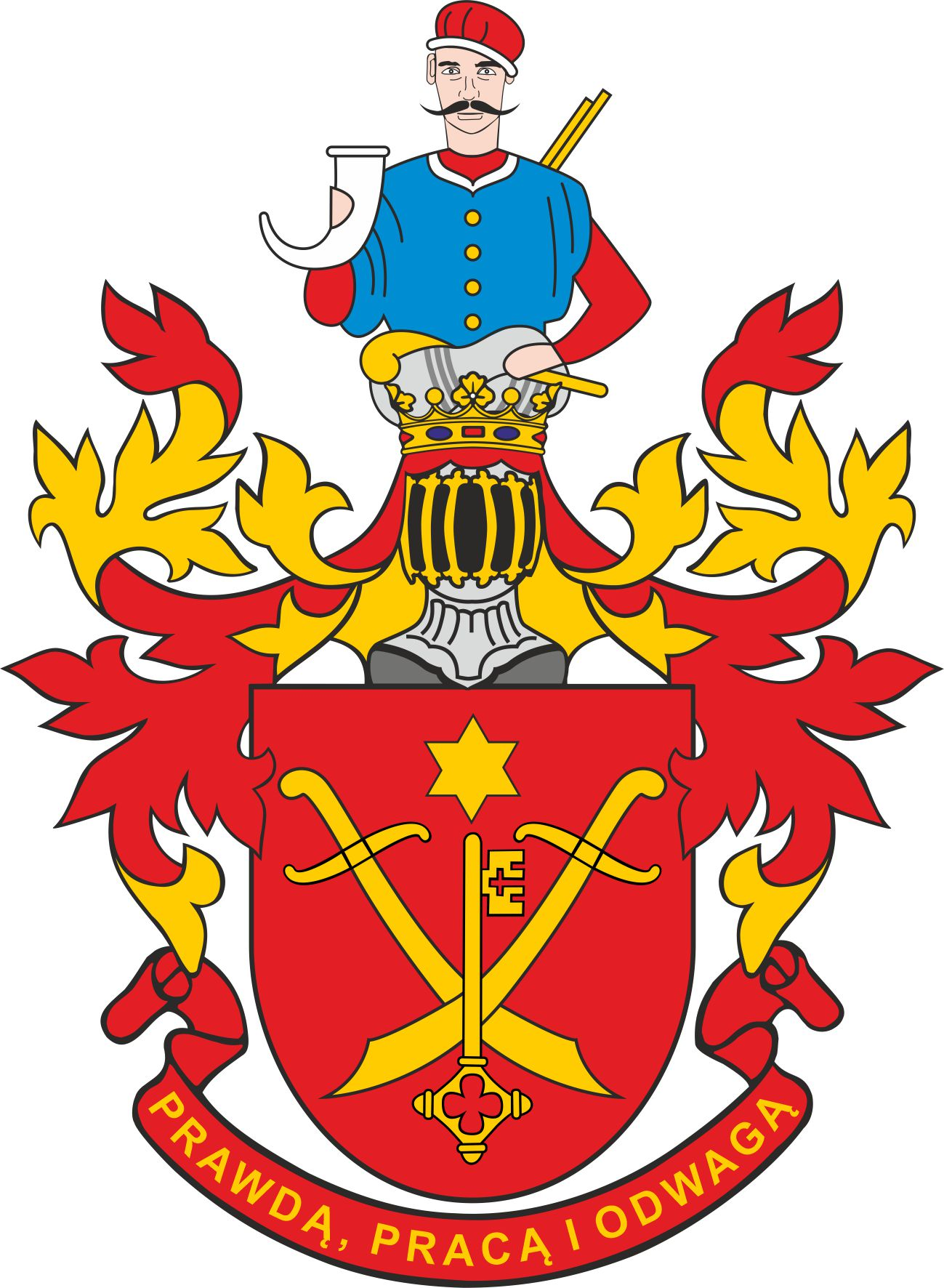
Herb E. Podruckiego wg nadania z 1909 r.

E. Podrucki otrzymał 13 kwietnia 1908 r. tytuł Rzeczywistego Rady Stanu (IV stopień w Tabeli Rang). Senat rządzący uznał 20 maja 1909 r. Eugeniusza wraz z synem Igorem za dziedziczną szlachtę z prawem wpisania do III kategorii Księgi rodów szlacheckich. Wraz z szlachectwem otrzymał herb.
Rysunek i opis herbu został zatwierdzony przez sekretarza stanu Ministerstwa Sprawiedliwości Szegołtowa 18 listopada 1912 r. Wizerunek opublikowano w XX tomie Herbarza generalnego rodów szlacheckich Cesarstwa Wszechrosyjskiego w 1917 r. (Общий Гербовник дворянских родов Всероссийской Империи, Часть 20, стр. 54)